# Сеспель (фильм)
«Сеспель» — художественный фильм 1970 года, снятый режиссёром Владимиром Савельевым по сценарию Юрия Збанацкого.

## Сюжет
Фильм рассказывает о жизни чувашского поэта-революционера Михаила Кузьмина. Молодой поэт Сеспель ведёт борьбу с контрреволюцией в Чувашии и помогает детям (строит им приют). После тюремного заключения Сеспель по настоянию врачей переезжает на Украину. Он продолжает помогать в голодные годы родине — отправляет на родину продовольствие.

## В ролях
| Актёр               | Роль                          |
| ------------------- | ----------------------------- |
| Иосиф Дмитриев      | Сеспель, Мишши (Çеçпĕл Мишши) |
| Нонна Терентьева    | Туся                          |
| Виктор Мирошниченко | Федор Покрышкин               |
| Виктор Шульгин      | Эпизод                        |
| Владимир Бурмистров | Миронов                       |
| Анатолий Кубацкий   | доктор                        |
| Владимир Волков     | Бритый                        |
| Валентин Черняк     | Краснов                       |
| Александр Смирнов   | Камышов                       |
| Борислав Брондуков  | Панин                         |
| Ольга Ырзем         | Баба                          |
| Борис Александров   | бандит                        |
| Лесь Сердюк         | Эпизод                        |

## Съёмочная группа
- Режиссёр: Владимир Савельев
- Сценарист: Юрий (Григорий) Збанацкий
- Оператор: Феликс Гилевич
- Композитор: Роман Леденев
- Художник: Анатолий Добролежа